# El Mabrouk (Hodh El Chargui)
Pour les articles homonymes, voir Mabrouk.
El Mabrouk, également appelé Mabrouk II, (en arabe المبروك), est une commune de Mauritanie située dans le département de Néma de la région de Hodh El Chargui.

## Géographie
Elle a une population de 4 879 habitants en 2013 contre 4 248 en 2000.